# Habronattus abditus
Habronattus abditus là một loài nhện trong họ Salticidae.
Loài này thuộc chi Habronattus. Habronattus abditus được Griswold miêu tả năm 1987.